# 2018年4月中國大陸

## 4月1日
- 中国人民银行《条码支付业务规范（试行）》正式实施，同一客户单个银行账户或所有支付账户单日静态条码累计交易金额不能超过500元[1]。

## 4月2日
- 习近平主持召开中央财经委员会第一次会议，研究打好三大攻坚战的思路和举措，研究审定《中央财经委员会工作规则》[2][3][4][5]。
- 中國宣布將對美國肉品、水果和其他進口商品徵收新關稅，共128項商品，作為美國特朗普政府對進口鋼鋁材增收關稅之報復行動。外界視為中美新一輪貿易戰。[6]
- 天宮一號飛行器於北京時間上午8時15分左右再入大氣層燒毀，落入南太平洋區域，無人員傷亡。[7]

## 4月5日

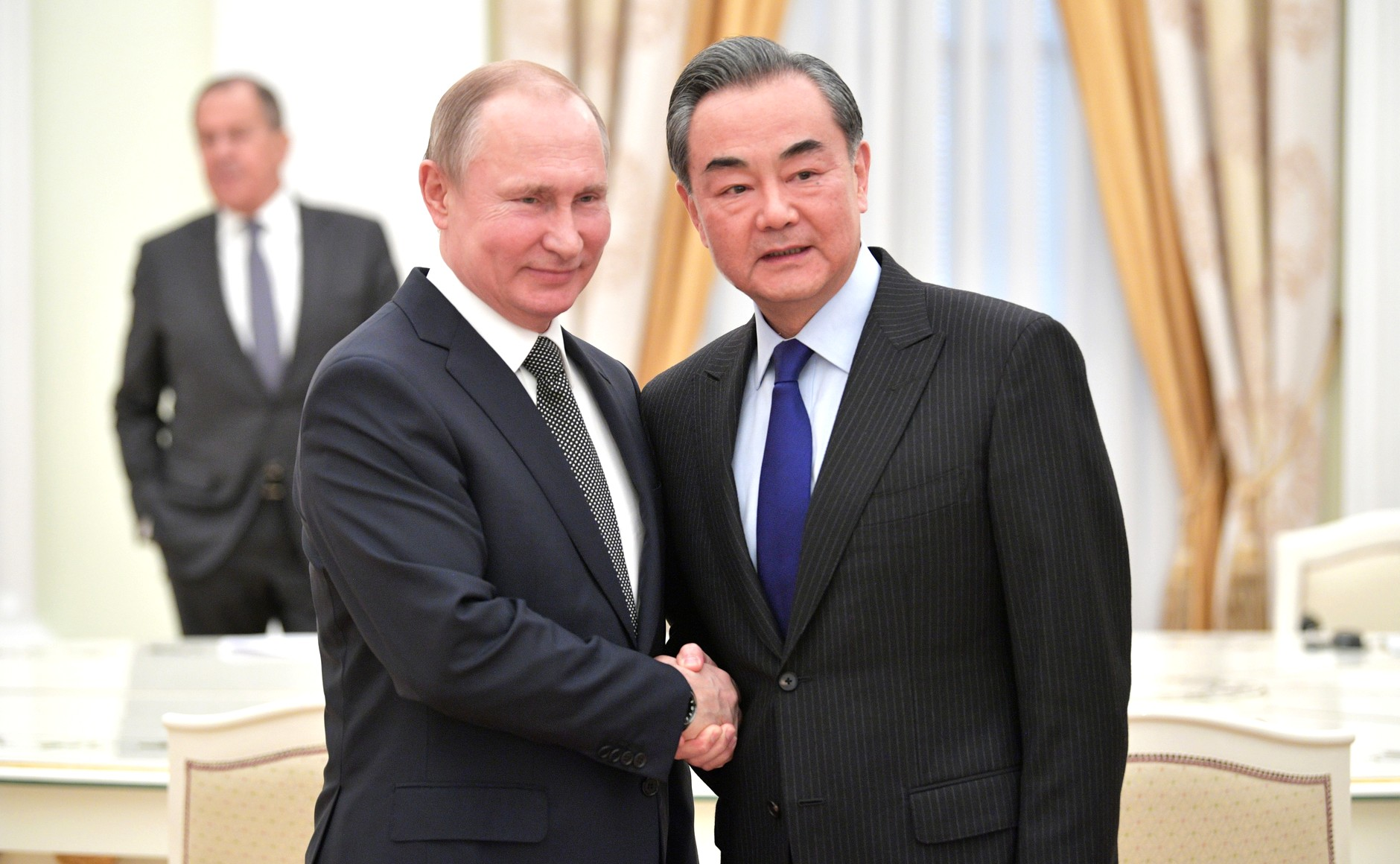
2018年4月5日，王毅以习近平主席特使身份访问俄罗斯，与俄罗斯总统普京会面

- 国务委员、中华人民共和国外交部部长王毅以习近平主席特使身份抵达俄罗斯[8]，同俄罗斯外交部长谢尔盖·维克托罗维奇·拉夫罗夫会谈[9]。

## 4月6日
- 南京大学、北京大学对网络指控教授沈阳性侵女学生致其自杀事件做出回应[10]。

## 4月8日
- 2018年博鳌亚洲论坛开幕[11]。

## 4月10日
- 国家广播电视总局发布消息称内涵段子客户端软件和相关公众号存在“导向不正、格调低俗等突出问题”，责令今日头条永久关停其客户端软件及公众号[12]。

## 4月12日
- 前中国共产党中央政治局委员孙政才涉嫌受贿一案由天津市第一中级人民法院，经审理查明孙政才非法收受他人给予的财物，价值折合人民币共计1.7亿余元，审判结果择日宣判[13]。
- 福建海事局发布公告，宣布于本月18日早上8时到晚间12时在台湾海峡举行实弹军事演习，相关海域临时禁航[14]。

## 4月13日
- 新浪微博宣佈將對涉黃、暴力和同性戀題材的內容進行清查，其中公益媒體「同志之聲」亦發出公告無限期暫停工作，並以「願明天會更好！」結尾對讀者表達感謝[15]。

## 4月15日
- 国务委员、中华人民共和国外交部部长王毅正式访问日本，同日本外相河野太郎举行会谈[16]，并主持召开第四次中日经济高层对话[17][18]。

## 4月18日
- 解放军上午8时起在台湾海峡福建省泉州外海进行实弹射击演训，报道指出金门等地“能清晰听到枪炮声不断”。中国驻美大使崔天凯于哈佛大学演讲时说本次台海演习传达的信息清楚：“我们当然最终会统一，我们仍希望和平统一，但如果有人试图把台湾从中国分离出去，那我们将尽一切可能保存领土和主权完整。”[19]

## 4月21日
- 针对女研究生、中共党员田佳良以“支那”称谓发表精日、反华言论，厦门大学发声明表示已启动相关处理程序，将依纪依规对该生进行严肃的党纪校纪处理[20]。
- 广西两艘龙舟在训练期间发生翻覆，造成17人死亡。[21]

## 4月23日
- 北京大学外国语学院2014级本科生岳昕向学校申请公开沈阳性侵女学生事件的详细情况时遭到校方施压，事件讯息遭到有关部门的删除，引发媒体大量关注[22]。

## 4月24日
- 發生2018年廣東清遠縱火案，廣東清遠英德市一間卡拉OK凌晨0時半遭到縱火，造成18死5傷，32歲男疑兇半日後被捕。[23]

## 4月27日
- 第十三届全国人大常委会第二次会议全票表决通过《中华人民共和国英雄烈士保护法》，以立法形式对英雄烈士进行保护，并写入相关条款打击“精日分子”。该法规定，禁止歪曲、丑化、亵渎、诽谤、否定英雄烈士事迹和精神[24]。
- 陕西榆林米脂县多名中学生放学时被人砍伤，19人被砍其中7人死亡[25]。米脂公安表示初步調查，嫌疑人在米脂三中上學時受同學欺負，遂記恨學生，於是持匕首殺人[26]。

## 4月30日
- 山西省吕梁市离石区枣林乡彩家庄南沟凌晨发生的山体滑坡，被埋9人全部遇难[27]。